# Iranella eremiaphila
Iranella eremiaphila är en insektsart som beskrevs av Boris Petrovich Uvarov 1922. Iranella eremiaphila ingår i släktet Iranella och familjen Dericorythidae. Inga underarter finns listade i Catalogue of Life.